# Glenea hachijonis
Glenea hachijonis é uma espécie de escaravelho da família Cerambycidae.